# No Come Down
 No Come Down  — альбом-компіляція британського гурту The Verve, яка була видана навесні 1994 року.

## Треклист
1. «No Come Down» — 3:14
2. «Blue» (USA mix) — 3:15
3. «Make It Till Monday» (акустична версія) — 2:44
4. «Butterfly» (акустична версія) — 7:36
5. «Where the Geese Go» — 3:12
6. «6 O'Clock» — 4:29
7. «One Way to Go» — 7:16
8. «Gravity Grave» (наживо на Ґластонбері, літо 1993) — 9:22
9. «Twilight» — 3:01

## Інформація
- Пісні 1, 5 і 9 — бі-сайди з синглу «Blue», виданого у 1993, у Британії.
- Пісні 2 та 6 взяті з американської версії синглу «Blue», виданого у 1994.
- Пісня 3 це бі-сайд з синглу «Slide Away», виданого у 1993.
- Пісня 7 — бі-сайд з синглу «All in the Mind», виданого у 1992.

## Над альбомом працювали

### The Verve
- Річард Ешкрофт — вокал, гітара
- Нік МакКейб — лід-гітара
- Саймон Джонс — бас-гітара
- Пітер Селсбері — барабани